# 清水美砂
清水 美砂（しみず みさ、本名：バックリー美砂〔旧姓：清水〕、1970年〈昭和45年〉9月25日 - ）は、日本の女優。フロム・ファーストプロダクション所属。身長165cm。血液型はA型。旧芸名は清水美沙（読み同じ）。

## 来歴・人物
東京都田無市（現：西東京市）出身。明治大学付属中野高等学校定時制課程卒業。1987年、映画 『湘南爆走族』 のヒロインオーディションで選ばれ、芸能界入り。1989年度上半期、NHK朝の連続テレビ小説『青春家族』ヒロイン（いしだあゆみとのダブル主演）を務める。その後は、主に映画を中心に活動し、数々の映画賞を受賞した。
1998年に在日米軍人と結婚。2001年3月に女児、2003年4月に男児を出産する。2008年4月10日に「美沙」へ改名したが、2022年に本名である「美砂」に戻した。また、サンミュージックプロダクション、ロングブリッジ、高岡事務所、エージェントオフィスタクト、アイウィズプロモーションを経てフロム・ファーストプロダクションに所属している。

## 出演

### テレビドラマ
- 秋の時代劇スペシャル「新選組」（1987年、ANB）
  - 前編「沖田総司愛と青春の時、池田屋前夜、恋に生き!剣に生き! 幕末青春群像」
  - 後編「池田屋襲撃、祇園囃子が風にのる! 動乱の京都、散り行く男達の挽歌!!」
- 大岡越前 第10部（1988年、TBS）- しのぶ 役
- 水戸黄門 第18部 第22話「祇園太鼓で悪退治-小倉-」（1989年、TBS）- お光 役
- 連続テレビ小説「青春家族」（1989年、NHK総合）
- 新春ドラマスペシャル「みんな玉子焼き」（1990年、ANB）
- 風子〜いつの日か風のように〜（1990年、NHK総合）
- 妖艶時代劇スペシャル「女忍かげろう組」シリーズ (NTV) - 茜 役
  - 「女忍かげろう組 壱」（1990年4月7日）
  - 「女忍かげろう組 弐」（1990年9月26日）
  - 「女忍かげろう組 参」（1991年12月28日）
- クリスマス・イブ（1990年、TBS）
- 年末ドラマ特別企画「あなたの知らない世界」（1990年、NTV）
- 新春時代劇スペシャル「寛永風雲録－激突!知恵伊豆対由比正雪－」（1991年1月2日、NTV）- 吉姫
- スペシャルドラマ「貴族の階段」（1991年4月6日、TBS）
- 東芝日曜劇場（第1786回）「ありがとうチズコさん」（1991年、MBS）
- スペシャルドラマ「クリスマスイヴからはじめよう」（1991年10月4日、TBS）
- 前畑がんばれ（1991年10月10日、NHK総合）
- しゃぼん玉（1991年、フジテレビ）
- 月曜ドラマスペシャル (TBS)
  - 「汗と涙のOL図鑑!ミガきぬかれた女たち」（1992年）
  - 向田邦子終戦特別企画「いつか見た青い空」（1995年）
  - 「あの声は悪魔の囁き」（1995年）
  - 向田邦子終戦特別企画「言うなかれ、君よ、別れを」（1996年）
  - 向田邦子終戦特別企画「蛍の宿」（1997年）
  - 「誰かが私を愛してる」（1997年）
  - 向田邦子終戦特別企画「昭和のいのち」（1998年）
  - 向田邦子終戦特別企画「あさき夢見し」（1999年）
- 愛はどうだ（1992年、TBS）
- 腕におぼえあり（NHK総合）- 由亀
  - 第1シリーズ（1992年4月 - 6月）
  - 第2シリーズ（1992年9月 - 11月）
  - 第3シリーズ（1993年1月 - 3月）
- デパート!秋物語 第4話「いらっしゃいませ! ドキッ! 店員泣かせのお客様!!」（1992年、TBS）
- ホームワーク（1992年、TBS）
  - ホームワークスペシャル（1993年10月1日）
- 真実一路（1993年、テレビ東京）
- ドラマ新銀河（NHK総合）
  - トーキョー国盗り物語（1993年）- 高宮絹 役
- 怪談「長良屋お園の怪」（1993年、CX）
- 金曜エンタテイメント（CX）
  - 「課長島耕作1」（1993年）
  - 「課長島耕作2」（1994年4月）
  - 「課長島耕作3」（1994年10月）
- 「真実一路」前編・後編（1993年、TX）
- 読売テレビ開局35周年記念ドラマ「私が殺した男-夢遊犯罪、その危険な四角関係-」（1993年、YTV）
- ひとの不幸は蜜の味（1994年、TBS）
- 部屋においでよ（1995年、TBS）
- 土曜ドラマ（NHK総合）
  - 涙たたえて微笑せよ 明治の息子・島田清次郎（1995年）
  - 百年の男（1995年）- 美季 役
- 月の船（1996年、NHK総合）
- 春のドラマスペシャル「坊っちゃんちゃん」（1996年、TBS）- マドンナ 役
- 君が人生の時（1997年、TBS）
- ドラマスペシャル「院内感染」（1997年、YTV）- 和美 役
- 東京龍 TOKYO DRAGON（1997年8月25日 - 28日、NHK BS）- 庄野夕子 役
- 大河ドラマ（NHK総合）
  - 徳川慶喜（1998年）- よし 役
  - 風林火山（2007年）- 忍芽 役
- 感動ドラマスペシャル「楽園への橋 青春の光と影、家族との別れ・奔放な愛に何を見た」（1998年、YTV）
- こいまち 第1話 帯広編「飛べ!どこへでも」（1999年、KTV）
- 藤堂志津子スペシャル 黒い瞳（1999年、北海道テレビ放送）- 主演・恭子 役
- 29歳の憂うつ パラダイスサーティー（2000年、テレビ朝日）
- 笹沢左保サスペンス 危険な協奏曲（2000年、NHK総合）
- 焼け跡のホームランボール（2002年、NHK総合）
- 優しい時間（2005年、フジテレビ）- 井上美可子 役
- 恋うたドラマSP・「竹内まりや・純愛ラプソティー」（2008年10月8日、TBS）
- 相棒 season 7 第5話「顔のない女神」（2008年11月19日、テレビ朝日）- DJ・伊沢ローラ 役
- 必殺仕事人2009 第3話「偽装詐欺」（2009年1月23日、ABC）- お静 役
- コンカツ・リカツ（2009年、NHK）
- ハンチョウ〜神南署安積班〜 第14話（2009年、TBS）- 森山幸子 役
- 土曜ワイド劇場（テレビ朝日）
  - 「温泉(秘)大作戦8」（2009年12月5日、ABC）- 佐山美枝子役
  - 「事件14」（2010年10月23日）- 相田晴美 役
  - 「天才刑事・野呂盆六6」（2011年9月17日、ABC）- 六華冴穂役
  - 「法医学教室の事件ファイル34」（2012年2月11日）- 河島奈津子 役
  - 「再捜査刑事・片岡悠介4」（2012年9月29日）- 末永仁美 役
  - 「森村誠一の終着駅シリーズ27」（2013年9月28日）- 高見友子 役
  - 「おとり捜査官・北見志穂18」（2014年4月5日）- 本郷瑠璃 役
  - 「広域警察7」（2016年2月20日、ABC）- 坂東深雪 役
  - 「検事・朝日奈耀子18」（2016年11月12日）- 木島美弥子 役
- 松本清張生誕100周年記念ドラマ「火と汐」（2009年12月21日、TBS）- 水島かほり 役
- 特上カバチ!! 第4話（2010年2月7日、TBS）- 吉田香織役
- 科捜研の女スペシャル（2010年3月18日、テレビ朝日）- 沙希江 役
- GM〜踊れドクター 第2話（2010年7月25日、TBS）- 氷室多恵 役
- 開局10周年記念ドラマ・松本清張特別企画「一年半待て」（2010年12月8日、BS-TBS）- 脇田静代 役
- 木曜ミステリー（テレビ朝日）
  - おみやさん（2010年12月16日）- 森嶋可奈子 役
- TOKYO コントロール（2011年、フジテレビNEXT）- 斎藤君恵 役
- 金曜プレステージ（フジテレビ）
  - 「赤い霊柩車シリーズ32」（2013年11月22日）- 名木夕美子役
- BORDER (金城一紀) 第1話（2014年4月10日、テレビ朝日）- 倉橋由子役
- 匿名探偵 第2話（2014年7月11日）- 柏原妙子 役
- 8.12日航機墜落30回目の夏生存者が今明かす"32分間の闘い"〜ボイスレコーダーの"新たな声"（2014年8月12日）- 吉崎博子 役
- 獣医さん、事件ですよ 第11話（2014年9月11日、読売テレビ）- 大倉美波役
- 女はそれを許さない 第1話（2014年10月21日、TBS）- 三枝百合子役
- 警視庁捜査一課9係 season10 第1話、第4話（2015年4月22日、5月20日、テレビ朝日）- 関口麗子
- このミステリーがすごい! ベストセラー作家からの挑戦状「リケジョ探偵の謎解きラボ」（2015年11月30日、TBS）- 鷹野美鈴 役
- 警視庁・捜査一課長 最終話（2016年6月23日、テレビ朝日）- 坪井聡美 役
- 忠臣蔵の恋〜四十八人目の忠臣〜（2017年、NHK総合 土曜時代劇）
- 日曜ワイド（テレビ朝日）
  - 「刑事・横道逸郎」（2018年3月11日）- 三井可南子 役
- 科捜研の女 SEASON19 第10話（2019年7月18日、テレビ朝日）- 入間千加子 役
- 3000万（2024年10月5日から11月23日まで、NHKドラマ）- 穂波悦子 役
- オクトー 〜感情捜査官 心野朱梨〜 Season2 第4話（2024年10月24日、読売テレビ・日本テレビ系）- 辺見環 役[5]

### 映画
- 湘南爆走族（1987年）- 津山よし子 役
- 稲村ジェーン（1990年）- 波子 役
- 遺産相続（1990年）- 藤島美香 役
- バカヤロー!3 へんな奴ら 第二話「過ぎた甘えは許さない」（1990年）- 主演・西岡ひかる 役
- ぼくと、ぼくらの夏（1990年）- 朝倉洋子 役
- 渋滞（1991年）- 芦川夏美 役
- シコふんじゃった。（1992年）- 川村夏子 役
- 未来の想い出 Last Christmas（1992年）- 主演・納戸遊子 役
- おこげ（1992年）- 諸橋小夜子 役
- 熱帯楽園倶楽部（1994年）- 主演・紺野みすず 役
- 四十七人の刺客（1994年）- ほり 役
- 四姉妹物語（1995年）- 主演・小暮すなみ 役
- ゲレンデがとけるほど恋したい。（1995年）- 主演・大友南楠 役
- Shall we ダンス?（1996年）- 歌姫ナツコ 役
- 義務と演技（1997年）- 武田祥子 役
- 人間椅子（1997年）- 主演・篠崎佳子 役
- うなぎ（1997年）- 服部桂子 役
- 柘榴館（1997年）- 森岡沙季 役
- 東京龍 トーキョードラゴン（1997年）- 庄野夕子 役
- カンゾー先生（1998年）- 万波銀 役
- あつもの（1999年）- 馬野葉子 役
- セカンドチャンス「エピソードI」（1999年）- 主演・山村華 役
- 九ノ一金融道（2000年）- 主演・三枝麗子 役
- 新選組（2000年、アニメ映画）- 明里 役（声の出演）
- 赤い橋の下のぬるい水（2001年）- 逢沢サエコ 役
- 田園のユーウツ（2001年）- 天野麗子 役
- 告別（2001年）- 小坂和枝 役
- 海は見ていた（2002年）- 主演・菊乃 役
- ぼくんち（2003年）- 末吉の長女 役
- 姑獲鳥の夏（2005年）- 中禅寺千鶴子 役
- プライベート・ムーン（2005年）- 主演・ケイコ 役
- それでもボクはやってない（2007年）- 佐田清子 役
- アコークロー（2007年）- 美咲の姉 役
- 転校生-さよなら あなた-（2007年）- 斉藤直子 役
- 22才の別れ Lycoris 葉見ず花見ず物語（2007年）- 藤田有美 役
- 魍魎の匣（2007年）- 中禅寺千鶴子 役
- ぼくのおばあちゃん（2008年）- 茂田美佐子 役
- レイン・フォール/雨の牙（2009年）- 優子 役
- ジャイブ 海風に吹かれて（2009年）- 杉山由紀 役
- The Harimaya Bridge はりまや橋（2009年）- ユイコ・ハラ 役
- 沈まぬ太陽（2009年）- 小山田修子 役
- 誰かが私にキスをした（2010年）- ミライの母 役
- ボックス!（2010年）- 丸野祥子 役
- 瞬 またたき（2010年）- 堀川早紀 役
- 恋愛戯曲 〜私と恋におちてください。〜（2010年）- 矢島昭子 役
- 少女たちの羅針盤（2011年）- 江嶋千代子 役
- 京太の放課後（2012年）
- ばななとグローブとジンベエザメ（2013年）- 園田千秋 役
- あしたになれば。（2015年）- 佐々木香織 役
- ホテルコパン（2016年）- 千里 役[6]
- リトル京太の冒険（2017年）
- やっさだるマン（2018年）
- 小さな恋のうた（2019年）- 真栄城慶子 役
- カムイのうた（2024年）- 兼田静 役[7][8]
- 空の港のありがとう（2024年）- 高岡綾子 役[9]
- BISHU 〜世界でいちばん優しい服〜（2024年）- 友野静江 役[10]
- 海の沈黙（2024年） - 牡丹 役[11]
- クロスポイント（2025年）[12]
- 囁きの河（2025年）- 山科雪子 役[13]
- 隣のステラ（2025年公開予定）[14]

### 配信ドラマ
- アングリースクワッド EPISODE ZERO（2024年11月14日 - 28日、Lemino） - 渡麗華 役[15]

### 報道特別番組
- 戦後80年特別番組『なぜ君は戦争に? 綾瀬はるか×news23』ドラマパート（2025年8月14日、TBS）[16]

### CM
- 江崎グリコ（ポッキー、ロイヤルチョコレート）
- 資生堂（ホワイティア）
- デュラセル（乾電池）
- コーセー
- 太陽石油
- オートバックス
- ノーリツ
- シヤチハタ（アートラインシリーズ）
- ダイドードリンコ（アッサムティー）
- 花王（ソフィーナクレピュア）
- 小林製薬（サワデー）